# Белкино (Смоленская область)
Белкино — деревня в Гагаринском районе Смоленской области России. Входит в состав Потаповского сельского поселения. Население — 11 жителей (2007 год).
Расположена в северо-восточной части области в 9 км к юго-западу от Гагарина, в 0,1 км южнее автодороги М1 «Беларусь», на берегу реки Полишни. В 10 км севернее деревни расположена железнодорожная станция Гагарин на линии Москва — Минск.

## История
В годы Великой Отечественной войны деревня была оккупирована гитлеровскими войсками в октябре 1941 года, освобождена в марте 1943 года.